# Pazurek Drugi

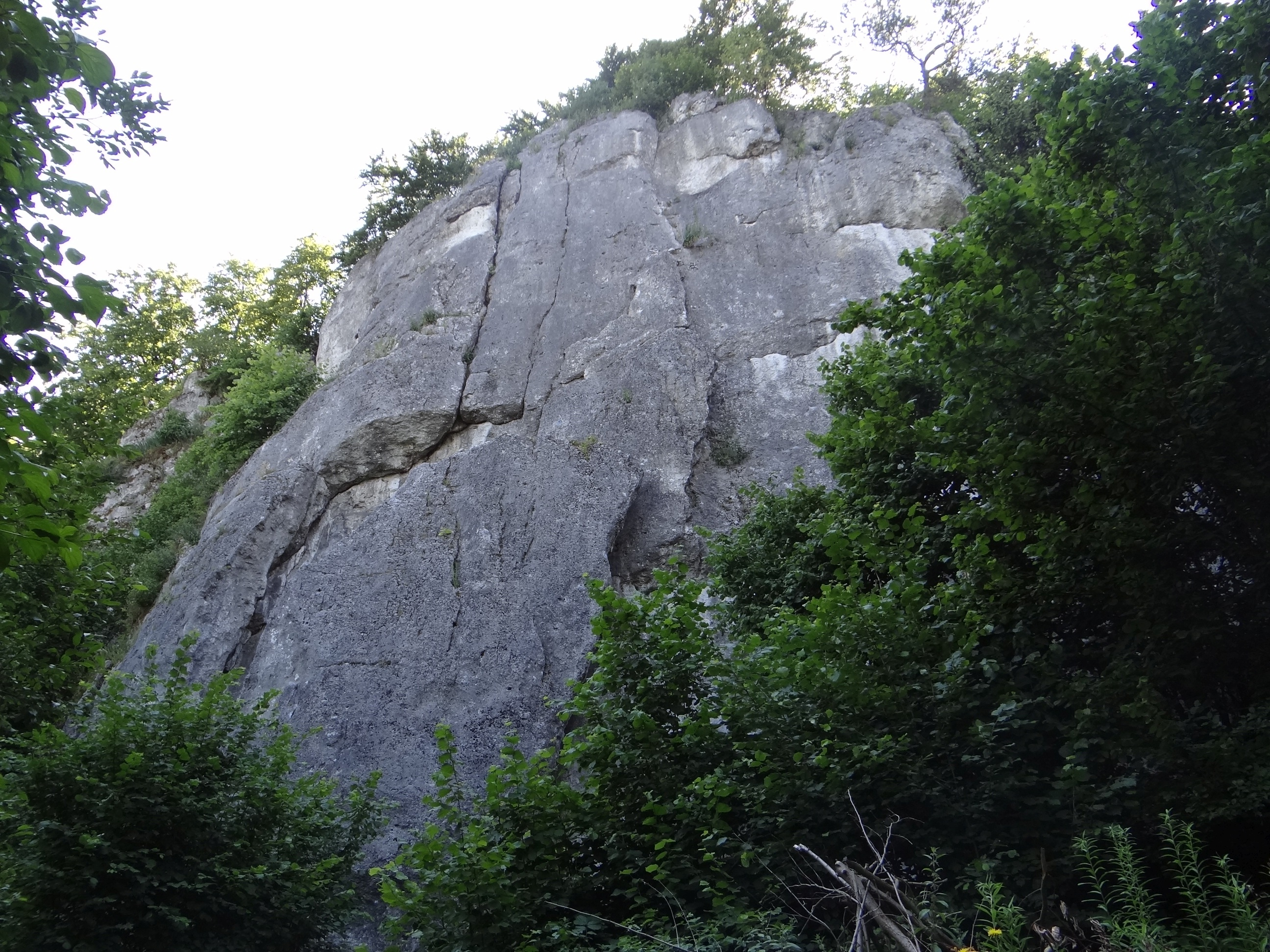

Pazurek Drugi – skała na Wyżynie Olkuskiej będącej częścią Wyżyny Krakowsko-Częstochowskiej. Znajduje się w lesie między polami wsi Podlesie w województwie małopolskim, w powiecie olkuskim, w gminie Olkusz, a drogą nr 783. Przy drodze tej, naprzeciwko rezerwatu przyrody Pazurek znajduje się parking, od którego na południe, w kierunku Podlesia prowadzi szutrowa droga leśna. Po jej prawej (zachodniej) stronie (licząc od parkingu) znajdują się 3 skały. Kolejno są to Pazurek Pierwszy, Igły Olkuskie i Pazurek Drugi. Wszystkie znajdują się w lesie i z leśnej drogi są niewidoczne. Pazurek Drugi znajduje się blisko krawędzi lasu i pól uprawnych wsi Podlesie.
Pazurek Drugi zbudowany jest z twardych wapieni skalistych. Ma pionową ścianę o wysokości do 30 m i jest obiektem wspinaczki skalnej. Do lipca 2019 r. wytyczono na nim 33 drogi wspinaczkowe o trudności od III do VI.4+ w skali krakowskiej. Przez wspinaczy skalnych opisywane są jako Pazurek I, Pazurek II i Pazurek III. 7 z nich wymaga własnej asekuracji, na pozostałych zamontowano stałe punkty asekuracyjne (ringi) i stanowiska zjazdowe.
W Pazurku Drugim znajduje się Schronisko w Podlesiu koło Rabsztyna Pierwsze.

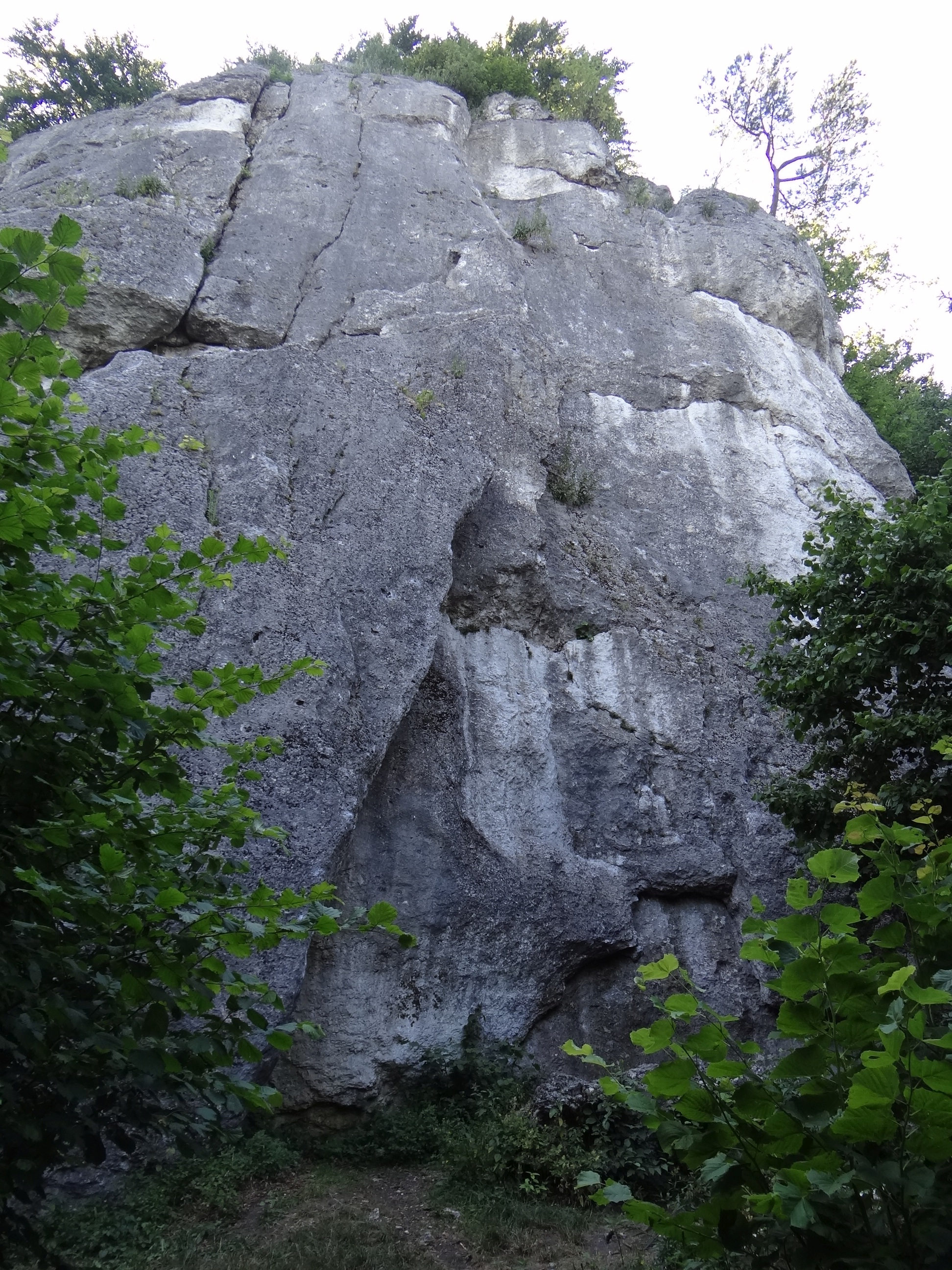